# Persenkówka (stacja kolejowa)
Persenkówka (ukr. Персенківка, ros. Персенковка) – stacja kolejowa w dzielnicy Persenkówka, we Lwowie, w obwodzie lwowskim, na Ukrainie. Leży na linii Lwów – Czerniowce.
Stacja istniała przed II wojną światową.